# كيفن غليسون
كيفن غليسون (بالإنجليزية: Kevin Gleeson)‏ هو لاعب كرة قدم أسترالية أسترالي، ولد في 18 سبتمبر 1930، وتوفي في 18 سبتمبر 2010.

## وصلات خارجية
- كيفن غليسون على موقع AustralianFootball.com (الإنجليزية)
- كيفن غليسون على موقع AFLtables.com (الإنجليزية)